# Montgaillard-de-Salies
Montgaillard-de-Salies är en kommun i departementet Haute-Garonne i regionen Occitanien i södra Frankrike. Kommunen ligger i kantonen Salies-du-Salat som tillhör arrondissementet Saint-Gaudens. År 2022 hade Montgaillard-de-Salies 106 invånare.

## Befolkningsutveckling
Antalet invånare i kommunen Montgaillard-de-Salies
Referens:INSEE